# Just Push Play
Just Push Play trinaesti je studijski album američke hard rock skupine Aerosmith koji izlazi u ožujku 2001.g.
Na snimanju albuma pomoć u koprodukciji Aerosmithu su pružili Marti Frederiksen i Mark Hudson. Just Push Play ima obilježje pop produkcije kao i njihovih nekoliko prethodno objavljenih albuma.
Prvi singl s albuma bio je "Jaded", koji dolazi na Top 10 hitova u Americi i cijelome svijetu. Rezultat toga je da Just Push Play dobiva platinasti certifikat u roku od mjesec dana nakon objavljivanja. Sljedeći singlovi "Fly Away from Here", "Sunshine" i "Just Push Play", u početku imaju loš plasman na Top 100 ljestvici, međutim kasnije se pojavljuju na još dvije američke top liste, "Mainstream Rock" i "Adult Top 40".
Turneja pod nazivom Just Push Play Tour trajala je osam mjeseci, od lipnja 2001. do siječnja 2002.g. Slika na omotu albuma, podsjeća na glumicu Marilyn Monroe, koju je dizajnirao Hajime Sorayama.

## Popis pjesama
1. "Beyond Beautiful" (Steven Tyler, Joe Perry, Marti Frederiksen, Mark Hudson) – 4:45
2. "Just Push Play" (Tyler, Hudson, Steve Dudas) – 3:51
3. "Jaded" (Tyler, Frederiksen) – 3:34
4. "Fly Away from Here" (Frederiksen, Todd Chapman) – 5:01
5. "Trip Hoppin'" (Tyler, Perry, Frederiksen, Hudson) – 4:27
6. "Sunshine" (Tyler, Perry, Frederiksen) – 3:37
7. "Under My Skin" (Tyler, Perry, Frederiksen, Hudson) – 3:45
8. "Luv Lies" (Tyler, Perry, Frederiksen, Hudson) – 4:26
9. "Outta Your Head" (Tyler, Perry, Frederiksen) – 3:22
10. "Drop Dead Gorgeous" (Tyler, Perry, Hudson) – 3:42
11. "Light Inside" (Tyler, Perry, Frederiksen) – 3:34
12. "Avant Garden" (Tyler, Perry, Frederiksen, Hudson) – 4:52
  - Otprilike 45 sekundi nakon "Avant Garden" skriveni snimak "Under My Skin Reprise" traje jednu minutu.

### Bonus skladba (internacionalna verzija)
1. "Face" (Tyler, Perry, Frederiksen) - 4:25

## Osoblje
Aerosmith
- Tom Hamilton - bas-gitara
- Joey Kramer - bubnjevi
- Joe Perry - gitara, vokal
- Steven Tyler - prvi vokal, usna harmonika, udaraljke, pianino, squeezebox, ostale gitare, bubnjevi
- Brad Whitford - gitara

Gostujući glazbenici
- Paul Caruso - loop programiranje
- Jim Cox - pianino
- Dan Higgins - klarinet, saksofon
- Tony Perry - gitara, skrečing, pedale, vokal, prateći vokali, hurdygurdy, slajd gitara
- Paul Santo - orgulje, sintisajzer
- Tower of Power - rog
- Liv Tyler - šaputanje

Ostalo osoblje
- Producent: Marti Frederiksen, Mark Hudson, Joe Perry, Steven Tyler
- Projekcija: Brian Carrigan, Paul Caruso, Richard Chycki, Marti Frederiksen, Scott Gordon, Jesse Henderson, Paul Santo, Allen Sides
- Asistent projekta: Fran Flannery
- Mix: Jeff Burns, Mike Shipley
- Mastering: George Marino
- Snimanje: Richard Chycki, Marti Frederiksen
- Instrument tehničar: Jim Survis
- Loop programiranje: Paul Caruso
- Aranžer roga: Jim Cox
- Aranžer žičanih instrumenata: David Campbell, Jim Cox
- Specijalni koordinator projekta: Keith Garde
- Autor: Stephen Saper
- Art direkcija: Kevin Reagan
- Dizajn: Kevin Reagan
- Šminka: Melissa Rogers

## Top lista

### Album
Billboard (Sjeverna Amerika)
| Godina | Top lista           | Pozicija |
| ------ | ------------------- | -------- |
| 2001.  | The Billboard 200   | #2       |
| 2001.  | Top Canadian Albums | #2       |
| 2001.  | Top Internet Albums | #2       |

### Singlovi
Billboard (Sjeverna Amerika)
| Godina | Singl                | Top lista                    | Pozicija |
| ------ | -------------------- | ---------------------------- | -------- |
| 2001.  | "Fly Away from Here" | Adult Top 40                 | #36      |
| 2001.  | "Fly Away from Here" | Top 40 Mainstream            | #24      |
| 2001.  | "Fly Away from Here" | Top 40 Tracks                | #34      |
| 2001.  | "Jaded"              | Adult Top 40                 | #6       |
| 2001.  | "Jaded"              | Canadian Singles Chart       | #6       |
| 2001.  | "Jaded"              | Latin Pop Airplay            | #30      |
| 2001.  | "Jaded"              | Latin Tropical/Salsa Airplay | #21      |
| 2001.  | "Jaded"              | Mainstream Rock Tracks       | #1       |
| 2001.  | "Jaded"              | The Billboard Hot 100        | #7       |
| 2001.  | "Jaded"              | Adult Top 40 Recurrents      | #6       |
| 2001.  | "Jaded"              | Top 40 Mainstream            | #6       |
| 2001.  | "Jaded"              | Top 40 Tracks                | #8       |
| 2001.  | "Just Push Play"     | Mainstream Rock Tracks       | #10      |
| 2001.  | "Sunshine"           | Mainstream Rock Tracks       | #23      |
| 2002.  | "Just Push Play"     | Top 40 Mainstream            | #38      |

## Certifikat
| Organizacija  | Naklada    | Datum            |
| ------------- | ---------- | ---------------- |
| RIAA - SAD    | Zlatni     | 3. travnja 2001. |
| RIAA - SAD    | Platinasti | 3. travnja 2001. |
| ABPD - Brazil | Zlatni     | 2001.            |

## Vanjske poveznice
- Just Push Play
- discogs.com - Aerosmith - Just Push Play